# Team One
Team One è un gruppo di supereroi dei fumetti pubblicato dalla DC Comics sotto l'etichetta WildStorm.
Nata nel 1995 la serie venne presentata in due differenti miniserie entrambe concentrate su personaggi diversi dello stesso gruppo e focalizzate sul differente punto di vista da essi avuto su una stessa vicenda. Team One: WildC.A.Ts. focalizzato su membri in seguito entrati nei WildC.A.T.s e Team One: Stormwatch focalizzato su membri in seguito entrati in Stormwatch.

## Storia
Il Team One venne formato agli inizi del 1960 dalle Operazioni Internazionali, dirette da Miles Craven, tuttavia l'incarico di Leadership venne affidato a Saul Baxter. Lo scopo del gruppo era prevenire un futuro attacco Deamonita agli Stati Uniti d'America.
A seguito di svariate missioni Lucy Blaize lasciò la squadra perché incinta, John Colt implorò l'amico Mr. Majestic di ucciderlo poiché controllato interiormente da un Deamonita cancerogeno; atto a seguito del quale Majestic si ritirerà per lungo tempo nel Polo Nord, Mason verrà ucciso da Kenyan, supercriminale avverso a Baxter, Regiment morirà in missione ed il gruppo si scioglierà a causa dei lutti subiti.
Le Operazioni Internazionali comunque gradiranno enormemente l'idea del gruppo di superumani e perciò anni dopo formeranno il Team 7.

## Membri
Tutti i membri del Team One sopravvissuti sono a seguito divenuto personaggi di rilievo dell'universo WildStorm:
- Mr. Majestic
- Saul Baxter (Lord Emp, capo dei WildC.A.T.s)
- Marc Slayton (Backlash, per breve tempo membro di Stormwatch)
- John Colt (personalità di Spartan, membro dei WildC.A.T.s)
- Lucy Blaize (Zelota, membro dei WildC.A.T.s)
- Think Tank (Henry Bendix primo Weatherman di Stormwatch)
- Isaiah King (Despot, padre di Battallion, leader di Stormwatch)
- Mason (morto in missione)
- Regiment (morto in missione)